# Friedrich Loeffler
Friedrich August Johannes Loeffler (24 de junio de 1852 - 9 de abril de 1915) fue un bacteriólogo alemán de la Universidad de Greifswald. Sus más importantes contribuciones fueron el descubrimiento del organismo que provoca la difteria (Corynebacterium diphtheriae) y del causante de la glosopeda (Aphthovirus). También fue el creador del plasma sanguíneo coagulado utilizado para la detección de las bacterias.

## Biografía
En 1874, obtiene el M.D. por la Universidad de Berlín. Trabajó con Robert Koch de 1879 a 1884 y como asistente en la Imperial Ofician de Salud en Berlín. En 1884, es médico del personal del Instituto Friedrich Wilhelm en Berlín, y cuatro años más tarde profesor de la Universidad de Greifswald.

## Algunas publicaciones
- Loeffler, F; Frosch, P. Berichte der Kommission zur Erforschung der Maul- und Klauenseuche bei dem Institut für Infektionskrankheiten in Berlin. Zbl. Bakt. I/Orig 1897; 22: 257–259, 1898; 23: 371–391
- Loeffler, F. Zur Immunitätsfrage. Mitt. kaiserl. Gesundheitsamt 1 (1882) 134-187
- Loeffler, F. Untersuchung über die Bedeutung der Mikroorganismen für die Entstehung der Diphtherie. Mitt. kaiserl. Gesundheitsamt 2 (1884) 421-499

## Honores

### Eponimia
El Instituto Federal Alemán de Investigación para la Salud Animal en la Isla de Riems, cerca de Greifswald lleva su nombre en su honor.